# Supernana (animatrice)
Pour les articles homonymes, voir Supernana.
Supernana, de son vrai nom Catherine Pelletier, née le 6 février 1954 à Fourmies (Nord) et morte le 13 septembre 2007 à Paris (18e arrondissement) est une animatrice de radio et de télévision française. Elle fut l'une des animatrices vedettes des radios libres dans les années 1980 et les années 1990.

## Parcours
Jusqu'à l'âge de trente ans, Catherine Pelletier était employée du Crédit lyonnais.
En écoutant Carbone 14, elle décide de rejoindre l'équipe de cette radio, où elle anime l'émission Poubelle Night. Seule femme de l'équipe, elle décide alors de se surnommer « Supernana », pseudonyme choisi en référence à la chanson Super Nana de Michel Jonasz, dans son album sorti en 1974.
À la saisie de Carbone 14 en août 1983, elle abandonne le micro pour devenir attachée de presse dans le milieu du théâtre. Elle continue cependant à animer les nuits radiophoniques parisiennes, le samedi soir sur l'antenne d'Ici et Maintenant !, radio qu'elle quitte en 1986 avec Philip de la Croix et Rémi Bouton pour remonter Carbone 14, mais l'aventure cesse au bout de six mois.
En 1988, elle s'essaye à la chanson avec Lâchez les chiens, chanson écrite par Patrick Timsit, mais le titre n'a pas le succès escompté.
Elle devient directrice d'antenne sur Aligre FM de 1989 à 1991.
Après être redevenue animatrice radio sur Ici et Maintenant !, elle arrive sur Skyrock en 1992. À l'époque, Skyrock a pour slogan « plus de tubes, moins de pubs » et passe principalement du rock, comme son nom l'indique. La station fait appel à elle pour animer une libre antenne hebdomadaire le samedi soir, Ciel mon rock !, émission des années 1990. Son ton provocateur et sa manière d’écouter les auditeurs (ils se font pour la plupart virer après deux minutes à l'antenne) remporte un franc succès. Skyrock, pour concurrencer l'émission Lovin' Fun de Fun Radio, lui confie alors Turlututu, une émission quotidienne en fin d'après-midi, qu'elle co-anime avec Laurent Petitguillaume. Cette émission est supprimée rapidement, à la suite du dérapage d'un auditeur au sujet d'un viol. Supernana prend alors les commandes d'une libre antenne nocturne réalisée, entre autres, par Anthony Planes, qu'elle anime en compagnie de personnages très particuliers comme le Prince de Haynin, le baron Ragondin d'Amour, le comte de Beau-Bizarre, la baronne Marlotte de Rochefort, le Marquis de Carrera. Le générique de l'émission reprend le tube de Michel Jonasz, Super Nana. Au printemps 1994, cette émission quotidienne de libre antenne nocturne laisse place à celle qu'anime Maurice. Supernana reste toutefois sur la station pour animer la libre antenne du week-end en soirée en compagnie de plusieurs intervenants : Prince de Haynin, Manu Levy, Princesse Jade, Laurent Petitguillaume ou Brandon (Dominique Bourron). En 1996, elle est licenciée par Skyrock après avoir critiqué le CSA dans le magazine Entrevue.
N'ayant plus d'activité radiophonique, elle prend alors la direction artistique d'une discothèque parisienne, le Scorp.
Elle fait une brève apparition en 1999 sur Fun TV, mais est remerciée au bout de 4 mois, son ton provocateur et sa manière d'interviewer les invités ne plaisent pas à la chaîne.
Après quelques réapparitions sur des webradios comme NetRadio (qui disparaîtra dans l'éclatement de la bulle Internet), elle anime brièvement, en 2005, une libre antenne mensuelle sur la webradio Fréquence3.

### Décès
Elle doit reprendre une chronique radio sur Europe 1 aux côtés de Laurent Baffie et de sa nouvelle émission Coloscopie, et elle travaille également en parallèle sur un projet d’émission avec Laurent Artufel. Mais Supernana meurt d'une crise cardiaque dans la nuit du 13 au 14 septembre 2007.
À ses obsèques, le 27 septembre au crématorium du Père-Lachaise, assistent, outre sa famille, ses amis et ses proches, des auditeurs et de nombreux collègues (Laurent Petitguillaume, Maurice, Manu Levy, Éric de Haynin, Laurent Baffie, Raphaël Mezrahi, Pascal Sellem, Laurent Artufel, Princesse Jade, Laurent Bouneau, Fred, Marie-Laurence de Rochefort, Rosco, Dominique Bourron (Brandon), Jean-François Gallotte alias David Grossexe, Roger son standardiste, et bien d'autres).

### Disques
- Lâchez les chiens ! (paroles de Patrick Timsit) 1987
- La Marmite (Face B Lâchez les chiens) (chanté par Dario Moreno)
- Jeu de quilles 1988 (chanté par Zizi Jeanmaire)
- J'aime vos yeux (Face B Jeu de quilles)

### Filmographie
- Carbone 14, le film (1983) : elle-même.
- Lettre pour L... (1994) de Romain Goupil : une boulangère.

### Livres
- Jean Teulé, Fille de Nuit, éd. Glénat, 1985. Dans cette bande dessinée sur la vie de Carbone 14, elle est un des personnages de l'histoire.
- Supernana et Éric Laugérias, Tout ce que vous pensez de la télé sans oser le dire dans les dîners, éd. Belfond, 1998  (ISBN 2-714431-67-4)
- Thierry Lefebvre, Carbone 14 : Légende et histoire d'une radio pas comme les autres, Bry-sur-Marne, Ina Editions, coll. « Médias histoire », 2012, 220 p.  (ISBN 978-2-86938-202-2)
- "C'était juste une Supernana" écrit Michael Barbe. Biographie sur sa vie, des photos mais aussi des QR codes pour accéder à des extraits sonores,  (ISBN 9791039677288)